# الأكاديمية الأسترالية لفنون السينما والتلفزيون

الأكاديمية الأسترالية لفنون السينما والتلفزيون

الأكاديمية الأسترالية لفنون السينما والتلفزيون (بالإنجليزية: Australian Academy of Cinema and Television Arts) (AACTA) منظمة مهنية لممارسي السينما والتلفزيون في أستراليا. تهدف الأكاديمية إلى تحديد أعظم إنجازات أستراليا في السينما والتلفزيون ومنحها وتعزيزها والاحتفال بها. تم تأسيسه في أغسطس 2011 بدعم من المعهد الأسترالي للأفلام AFI ليكون بمثابة ذراع المشاركة في الصناعة ولإدارة جوائز AACTA (المعروفة سابقًا باسم جوائز معهد الفيلم الأسترالي، والمعروفة أيضًا باسم جوائز AFI) التي تكافئ الإنجازات في أستراليا الأفلام الروائية والتلفزيونية والوثائقية والقصيرة.
تتكون الأكاديمية من 15 فصلاً، كل منها يمثل فناني الشاشة المختلفين بما في ذلك الممثلين والمخرجين والمنتجين والكتاب، ويشرف عليها رئيس الأكاديمية والمجلس الفخري. الممثل الأسترالي جيفري راش هو الرئيس الافتتاحي واستضاف حفل توزيع جوائز AACTA الافتتاحي في يناير 2012.

## الخلفية
الأكاديمية الأسترالية لفنون السينما والتلفزيون AACTA، هي منظمة غير هادفة للربح، قائمة على العضوية، تهدف إلى تحديد، ومنح، وتعزيز، والاحتفال بأعظم إنجازات أستراليا في السينما والتلفزيون. الأكاديمية هي شركة تابعة لمعهد الفيلم الأسترالي AFI وهي منظمة غير ربحية تأسست عام 1958 لتطوير ثقافة سينمائية نشطة في أستراليا ولتعزيز المشاركة بين عامة الناس وصناعة السينما الأسترالية. كان AFI أيضًا مسؤولاً عن إدارة جوائز المعهد الأسترالي للأفلام (المعروفة أكثر باسم جوائز AFI)، والتي كانت حتى عام 2011 تكافئ الممارسين الأستراليين في صناعة الأفلام الروائية والتلفزيونية والوثائقية وشاشات الأفلام القصيرة. تتلقى الأكاديمية تمويلًا من AFI، وحكومات الولايات والحكومات الفيدرالية الأسترالية. في يونيو 2011، اقترحت AFI إنشاء أكاديمية أسترالية.

## وصلات خارجية
https://www.aacta.org/ الأكاديمية الأسترالية لفنون السينما والتلفزيون
https://www.aacta.org/about-us/ الأكاديمية الأسترالية لفنون السينما والتلفزيون
https://www.aacta.org/aacta-awards/ الأكاديمية الأسترالية لفنون السينما والتلفزيون
https://www.imdb.com/event/ev0004213/2020/1/ الأكاديمية الأسترالية لفنون السينما والتلفزيون
https://www.imdb.com/event/ev0004213/2019/1/ الأكاديمية الأسترالية لفنون السينما والتلفزيون